# Луценково (Сумская область)
Луценково (укр. Луценкове) — село,
Андрияшевский сельский совет,
Роменский район,
Сумская область,
Украина.
Код КОАТУУ — 5924181104. Население по переписи 2024 года составляло 2 человека .

## Географическое положение
Село Луценково находится на расстоянии до 1,5 км от сёл Кринички, Новицкое и Вилецкое, в 2-х км — село Василевка.
По селу протекает пересыхающий ручей с запрудой.

## Экономика
- Молочно-товарная ферма.